# Jurij Dud
Jurij Aleksandrovitj Dud (ryska: Юрий Александрович Дудь), född den 11 oktober 1986 i Potsdam i DDR, är en rysk journalist och videobloggare. Sedan 2017 leder han YouTube-kanalen "vDud" (ryska: вДудь), där Dud intervjuar kändisar och där han även har publicerat en rad uppmärksammade dokumentärer. I november 2020 hade kanalen över 8,27 miljoner prenumeranter och över 1,1 miljarder visningar. Han var tidigare chefredaktör för Sports.ru men är sedan september 2018 biträdande VD för hemsidan. 

## Biografi
Jurij Dud föddes den 11 oktober 1986 i Potsdam, Östtyskland. Fadern, Aleksandr, är freds- och konfliktforskare, och modern Anna undervisar i kemi.
Familjen Dud flyttade 1990 till Moskva. Jurij spelade fotboll som barn, men fick sluta på grund av sin astma. Istället började han som elvaåring att skriva artiklar i en ungdomstidning. När han var 14 år fick han praktik på tidningen Izvestijas sportredaktion, för att ett par år senare bli fast anställd där.
Mellan 2012 och 2013 höll Dud i det populära programmet "Udar Golovoj" ("Skallning" på ryska) på TV-kanalen Rossija-2. Programmet avslutades med kort varsel 2013. Kanalen menade på att programmet hade för få tittare och för höga kostnader, men Dud själv är tveksam och säger att han inte vet varför programmet lades ned. Under tiden som programmet sändes uppmärksammades det av olika skäl, bland annat för ett inslag om fotbollsspelare med icke-traditionell sexuell läggning. I samband med detta uttryckte sig Andrej Tjervitjenko, tidigare ägare till Spartak, kränkande mot homosexuella.
2017 startade Dud sin Youtube-kanal vDud (вДудь) som han efteråt har kommit att bli mycket känd för och förknippad med. På kanalen intervjuar Dud kändisar, journalister, politiker, med flera.
Baserat på sitt och sin familjs ursprung kallar han sig ukrainare, men har sagt att han känner sig mer som ryss.
Den här artikeln är helt eller delvis baserad på material från ryskspråkiga Wikipedia, Дудь, Юрий Александрович.